# Никола Белишки
Никола Иванов Белишки е инженер, български политик, народен представител от парламентарната група на ГЕРБ в XLI народно събрание. Кмет на община Панагюрище от 2011 до 2023 година.

## Биография
Роден е в град Панагюрище, България на 28 декември 1966 г. Наследник е на българския революционер Деян Белишки. Завършва гимназия в Панагюрище. Висшето си образование завършва в Техническия университет в Габрово. Служил е в 129 ПРТБ „Марино поле". Бил е преподавател в Панагюрище, началник на енергото и началник на енергиен отдел в „Асарел-Медет“ АД
.

Женен, има син Иван Белишки.

### Политическа кариера
На парламентарните избори през 2009 г. Белишки е избран за народен представител от партия ГЕРБ. На местните избори през 2011 г. е издигнат от ГЕРБ и избран за кмет на община Панагюрище.
На местните избори през 2007 г. е издигнат от ПП ГЕРБ за кмет на община Панагюрище. Получава 34,55 процента, като се класира втори след Георги Гергинеков, издигнат от Местна предизборна коалиция – Коалиция за България (Обединен блок на труда и Българска социалистическа партия). Избран е за общински съветник.
През 2009 г. е трети в листата на ПП ГЕРБ в 13 МИР (Пазарджишка област). Избран е за народен представител в XLI НС. На местните избори през 2011 г. е избран за кмет от листата на ПП ГЕРБ, като на първи тур получава 48,19%, а на втори тур печели с 56,01%. На балотажа отива с Д. Димитров от инициативен комитет, който на първи тур получава 28,42%.